# ديفيد بيكرينغ (لاعب اتحاد الرغبي)
ديفيد بيكرينغ (بالإنجليزية: David Pickering)‏ هو لاعب اتحاد الرغبي بريطاني، ولد في 16 ديسمبر 1960 في Briton Ferry ‏ في المملكة المتحدة.